# كولين دويل
كولين دويل (بالإنجليزية: Colin Doyle) (مواليد 12 يونيو 1985 في كورك - جمهورية أيرلندا) لاعب كرة قدم أيرلندي يلعب حاليا لصالح نادي الدرجة الممتازة برمنغهام سيتي الإنجليزي منذ 2003 في مركز حارس مرمى .

## مسيرته الكروية
لعب كولين دويل خلال مسيرته الاحترافية مع 8 أندية في تسعة عشر موسمًا ولم يسجل خلالها أي هدف ضمن 171 مباراة. ولم يفز بأي موسم بالكأس أو بالدوري.
خاض كولين دويل مسيرته مع نادي برمنغهام سيتي في موسم 2003–04 في المرة الأولى لمدة موسم واحد ثم في موسم 2006–07 ليلعب معه تسعة مواسم، مشاركًا طوالها في 31 مباراة ولم يسجل أي هدف. ثم انتقل إلى نادي نوتينغهام فورست في موسم 2004–05 لمدة موسم واحد، حيث شارك في 3 مباريات ولم يسجل أي هدف أيضًا. لينتقل بعدها إلى نادي ميلوول في موسم 2005–06 لمدة موسم واحد، مشاركًا في 14 مباراة ولم يسجل أي هدف أيضًا. ثم انتقل إلى نادي بلاكبول في موسم 2015–16 لمدة موسم واحد، مشاركًا في 33 مباراة ولم يسجل أي هدف أيضًا. هذا وانتقل لاحقًا إلى نادي برادفورد سيتي في موسم 2016–17 ولمدة موسمين، مشاركًا في 79 مباراة ولم يسجل أي هدف أيضًا. ثم انتقل بعدها إلى نادي هارت أوف ميدلوثيان في موسم 2018–19 ولمدة موسمين، مشاركًا في 11 مباراة ولم يسجل أي هدف أيضًا.

## روابط خارجية
- كولين دويل على موقع الاتحاد الأوربي (الإنجليزية)
- كولين دويل على موقع قاعدة بيانات كرة القدم.إي يو (الإنجليزية)
- كولين دويل على موقع ناشيونال فوتبول تيمز (الإنجليزية)
- كولين دويل على موقع Soccerbase.com (لاعب) (الإنجليزية)
- كولين دويل على موقع عالم كرة القدم.نت (الإنجليزية)
- كولين دويل على موقع كووورة